# الظهرة (القفر)

تعديل مصدري - تعديل

الظهرة هي إحدى قرى عزلة بني مهدى بمديرية القفر التابعة لمحافظة إب، بلغ تعداد سكانها 90 نسمة حسب تعداد اليمن لعام 2004.